# Amis

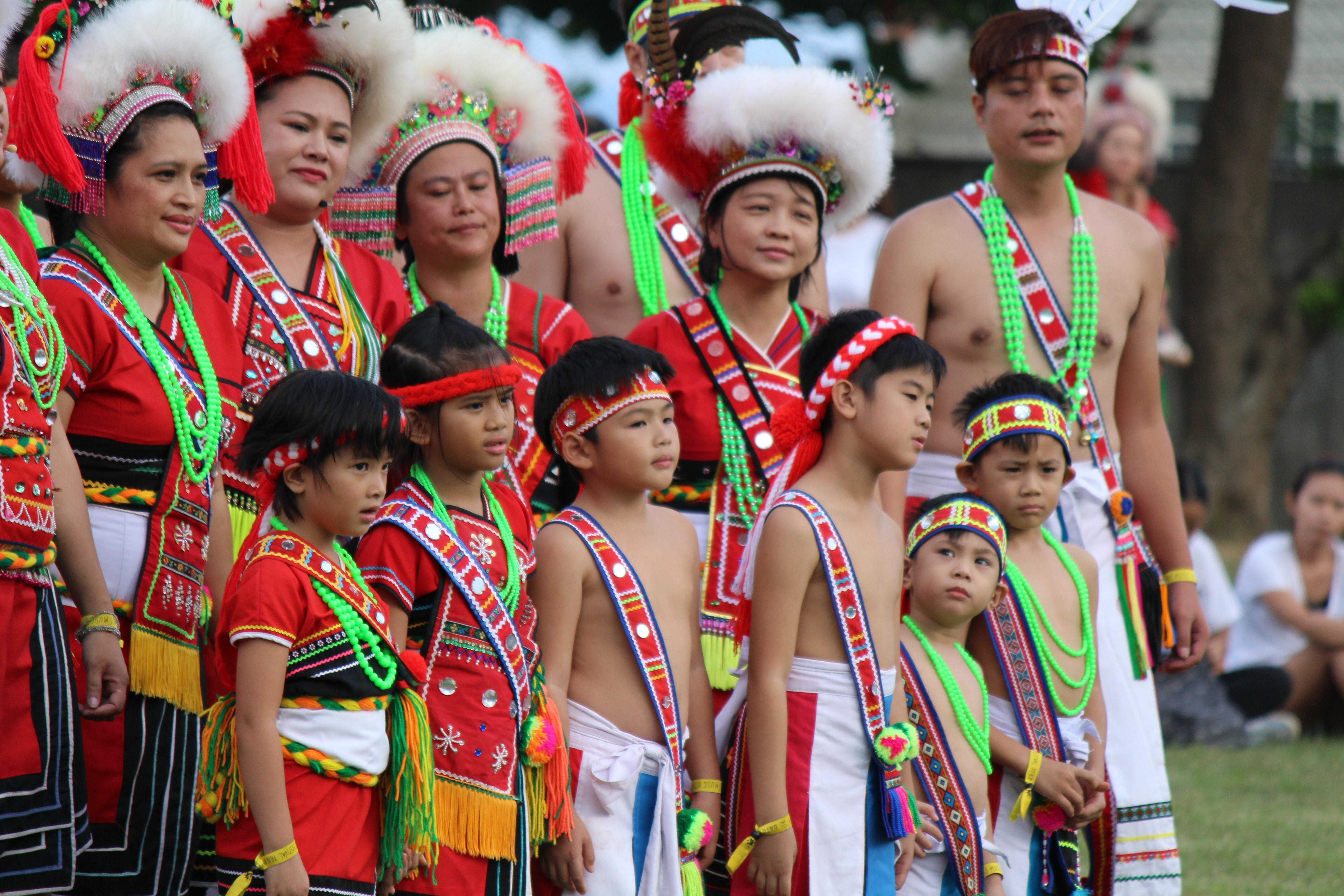
Mitglieder des Aming/Pangcah-Stamms (Gruppe Fata'an) bei der Aufführung eines Gruppentanzes während des Amis Music Festivals 2016

Die Amis sind mit mehr als 200.000 Angehörigen das größte indigene Volk Taiwans. Die Südamis benutzen die Bezeichnung „Amis“, während die Nordamis sich meistens als „Pangcah“ bezeichnen. In der amisischen Sprache bedeutet „Amis“ Norden.
Die Amis leben vorwiegend in den Landkreisen Hualien und Taitung in Osttaiwan sowie in der Küstenregion Pingtung im Süden des Landes. Je nach geographischer Ansiedlung unterteilt man die Amis auch in Hanshi, Siouguluan, Coastal, Taidong und Hengchun. Diese kleinen Gruppen innerhalb der ethnischen Minderheit der Amis besitzen jeweils unterschiedliche Gewänder, Gewohnheiten und Sprachen.
Innerhalb des matrilinear organisierten Volkes wird das Wissen des Stammes in eigenen Schulen weitergegeben. Die Hierarchie des Stammes wird dabei durch eine Altersrangfolge festgelegt. Die Mitglieder des Stammes sind überwiegend in der Landwirtschaft, der Jagd und der Küstenfischerei tätig. Überregional bekannt ist der Stamm vor allem für sein Erntefest Ilisin, das im Juli und August mit Gesängen und Tänzen begangen wird.

## Amisisch
Das Amisische gehört zur Gruppe der austronesischen Sprachen. Mangels eigener Schriftzeichen werden lateinische Buchstaben als Lautschrift verwendet. Der Fernsehsender Taiwan Indigenous Television (TITV) und der Radiosender Alian 96.3 senden täglich Programme in amisischer Sprache. Innerhalb des amisischen Siedlungsgebietes wird die Amisisch vorwiegend noch von älteren Leuten gesprochen. Jedoch gibt es in der jüngeren Generation Tendenzen, dem Aussterben der amisischen Sprache und Kultur entgegenzutreten.

## Verwandtschaft zwischen austronesischen Völkern und taiwanischen Ureinwohnern
Lebensgewohnheiten, anthropologische Merkmale und die Zugehörigkeit zur austronesischen Sprachfamilie weisen auf die Verwandtschaft zwischen den austronesischen Völkern und den taiwanischen Ureinwohnern hin. In der Tabelle unten erkennt man die Ähnlichkeit von Wörtern der Amis-Sprache mit den Sprachen der Paiwan, Tau und dem Indonesischen: 
|             | vier  | fünf | sieben | Vater                           | Mutter | Auge  | Aal   | essen  | Reis  |
| Amis        | Sepat | Lima | Pito   | Wama                            | Wina   | Mata  | Toda  | Komaen | Frac  |
| Paiwan      | Sepat | Lima | Pitu   | Kama                            | Kina   | Matca | Cula  | Kuman  | Fat   |
| Tau         | Apat  | Yima | Pitu   | Ama                             | Ina    | Mata  | Tuna  | Kuman  |       |
| Indonesisch | Empat | Lima | Tujuh  | Ayah (bapak ist gebräuchlicher) | Ibu    | Mata  | Belut | Makan  | Beras |